# Ронні Екелунд
Ронні Екелунд (дан. Ronnie Ekelund, нар. 21 серпня 1972, Глоструп) — данський футболіст, що грав на позиції нападника.
Виступав, зокрема, за клуби «Брондбю» та «Оденсе», а також молодіжну збірну Данії.

## Клубна кар'єра
У дорослому футболі дебютував 1989 року виступами за команду «Брондбю», в якій провів три сезони, взявши участь у 47 матчах чемпіонату. 
Згодом з 1992 по 1996 рік грав у складі команд «Барселона Б», «Барселона», «Саутгемптон», «Ковентрі Сіті» та «Манчестер Сіті».
Своєю грою за останню команду привернув увагу представників тренерського штабу клубу «Оденсе», до складу якого приєднався 1996 року. Відіграв за команду з Оденсе наступні три сезони своєї ігрової кар'єри.
Протягом 1999—2001 років захищав кольори клубів «Тулуза» та «Волсолл».
Завершив ігрову кар'єру у команді «Сан-Хосе Ерзквейкс», за яку виступав протягом 2001—2004 років.

## Виступи за збірну
Протягом 1990–1993 років залучався до складу молодіжної збірної Данії. На молодіжному рівні зіграв у 21 офіційному матчі, забив 3 голи.

## Титули і досягнення
- MLS: 2002